# Note verbale
 (avril 2008).
Si vous disposez d'ouvrages ou d'articles de référence ou si vous connaissez des sites web de qualité traitant du thème abordé ici, merci de compléter l'article en donnant les références utiles à sa vérifiabilité et en les liant à la section « Notes et références ».
La note verbale est un document utilisé pour la communication entre ambassades ou ministères dans les milieux diplomatiques. Elle commence par une salutation formelle suivie d'un texte opératif et finit sur une phrase exprimant l'amitié entre les organisations concernées.
Elle peut servir à notifier l’autre partie d'un accord, ou de l'avancée de la mise en place de procédures dans le cadre d'un accord. Ce document est également une pièce fréquemment demandée dans le cadre de demandes de visa pour les détenteurs de passeports diplomatiques ou de service ; c’est le cas pour les États-Unis, la France, la Turquie, l’Iran, Madagascar, le Mali… Les notes verbales constituent aussi un moyen de négociation concernant le statut des conjoints de personnels diplomatiques, et notamment leur accès au marché du travail en l’absence d’accords bilatéraux.

## Formulations
La note verbale est rédigée à la troisième personne, de façon moins formelle qu’une note à la première personne, mais plus formelle qu’un aide-mémoire. Elle n'est pas signée, mais paraphée par son émetteur.
En français, les notes verbales sont construites autour des formulations suivantes : elles débutent par « [L'entité émettrice] présente ses compliments à [l'entité destinataire] [...], a l'honneur de se référer à [texte de loi ou décret correspondant]. » et se terminent par « [L'entité émettrice] saisit cette occasion pour renouveler à [l'entité destinataire], les assurances de sa très haute considération. »,.